# Jordenshof
Het Jordenshof (Kleine Overstraat 25-31) is het enige overgebleven hofje in de Nederlandse stad Deventer.
Het hofje werd oorspronkelijk door Joachim Keyzer in de Pontsteeg gesticht, maar voortgezet door zijn beide schoonzoons Ewold Buser en Hendrik Jordens. Het beheer is nog steeds in handen van de familie Jordens.
Het hofje werd in 1856 overgebracht naar de huidige locatie aan de Kleine Overstraat. In 1930 - 1931 is het hofje naar een plan van de Deventer architect ir. W.P.C. Knuttel (1886-1974) vernieuwd. Het hofje heeft een toegangspoort met zandstenen elementen. In het hofje bevindt zich een herinneringsbank met een ingemetselde gevelsteen uit 1644.